# Évelyne Guilhem
Pour les articles homonymes, voir Guilhem.
Évelyne Guilhem, née le 21 janvier 1955 à Paris, est une femme politique française.

## Détail des fonctions et des mandats
Mandat parlementaire
- 2 avril 1993 - 21 avril 1997 : Députée de la 2e circonscription de la Haute-Vienne